# Kallbådanin luodot ja vesialue
Kallbådanin luodot ja vesialue este o arie protejată (arie specială de conservare — SAC, sit de importanță comunitară — SCI) din Finlanda întinsă pe o suprafață de 1.520 ha, integral pe uscat.

## Localizare
Centrul sitului Kallbådanin luodot ja vesialue este situat la coordonatele 59°52′14″N 24°18′22″E / 59.8706°N 24.3061°E.

## Înființare
Situl Kallbådanin luodot ja vesialue a fost declarat sit de importanță comunitară în august 1998 pentru a proteja 1 specie de animale. Situl a fost protejat și ca arie specială de conservare în aprilie 2015.

## Biodiversitate
Situată în ecoregiunea boreală, aria protejată conține 2 habitate naturale: Recifuri, Insulițe și insule mici din Baltica boreală.
La baza desemnării sitului se află o specie protejată de  mamifere: Halichoerus grypus.